# سرتوين
السرتوينات (الاسم العلمي: Sirtuins) هي عائلة من بروتينات الإشارة تشارك في تنظيم التمثيل الغذائي. إنها قديمة في تطور الحيوانات ويبدو أنها تمتلك بنية محمية للغاية في جميع ممالك الحياة. كيميائيا، السرتوينات هي فئة من البروتينات التي تمتلك نشاط أحادي ADP-ribosyltransferase أو ديسيلاز، بما في ذلك ديسيتيلاز، ديسوكسينيلاز، ديمالونيلاز، ديميريستويليز و ديبالميتويليز. يأتي الاسم Sir2 من التزاوج الصامت لجين الخميرة من النوع 'silent mating-type information regulation 2',
 وهو الجين المسؤول عن التنظيم الخلوي في الخميرة.
من الدراسات في المختبر، تشارك السرتوينات في التأثير على العمليات الخلوية الخاصة بالشيخوخة، والنسخ، والاستماتة، والالتهاب ومقاومة الإجهاد، فضلاً عن كفاءة الطاقة واليقظة أثناء المواقف منخفضة السعرات الحرارية. اعتبارًا من عام 2018، لم يكن هناك دليل سريري على أن السرتوينات تؤثر على شيخوخة الإنسان.
السرتوين Sir2 (سرتوين الخميرة) وبعض السرتوينات هي بروتينات ديسيتيلاز. خلافا لغيرها من ديستيلازات البروتين المعروفة، والتي تحلل ببساطة بقايا الأسيتيل - ليسين، فإن تفاعل نزع الأسيتيل بوساطة السيرتوين يشبك نزع أسيتيل الليسين إلى +NAD في التحلل المائي. ينتج عن هذا التحلل المائي O-acetyl-ADP-ribose، الركيزة المنزوعة الأسيتيل والنيكوتيناميد، وهو مثبط لنشاط السرتوين نفسه. تستخدم هذه البروتينات +NAD للحفاظ على الصحة الخلوية وتحويل +NAD إلى نيكوتيناميد (NAM). يربط اعتماد السرتوينات على +NAD يربط نشاطها الأنزيمي مباشرة بحالة طاقة الخلية عبر نسبة NAD+ : NADH أو المستويات المطلقة لـ +NAD أو NADH أو NAM أو لمزيج من هذه المتغيرات.
السرتوينات التي هيستونات نزع الأسيتيل متميزة من الناحية الهيكلية والميكانيكية عن الفئات الأخرى من هيستون ديسيتيلاسز (الفئات ا، IIA، IIB وIV) وهذه هي سرتوينات الإنسان (أربعة سرتوينات)، والتي لها طية بروتين مختلفة وتستخدم +Zn2 كعامل مساعد.

## النشاطات وتوزيع الأنواع
السرتوينات هي عائلة من بروتينات الإشارة تشارك في تنظيم التمثيل الغذائي. وهي تقوم بالمراسلة والتنظيم بين نواة الخلية والمتقدرات. إنها قديمة في تطور الحيوانات ويبدو أنها تمتلك بنية محمية للغاية في جميع ممالك الحياة. في حين أن البكتيريا والجراثيم تشفر إما واحدًا أو اثنين من السرتوينات، فإن حقيقيات النوى ترمز العديد من السرتوينات في جينوماتها. في الخميرة والديدان المستديرة وذباب الفاكهة، sir2 هو اسم أحد البروتينات من نوع سرتوين (انظر الجدول أدناه). تمتلك الثدييات سبعة سرتوينات (SIRT1–7) تشغل حجرات ثانوية مختلفة في الخلية:توجد السرتوينات SIRT1 و SIRT6 و SIRT7 في الغالب في النواة، أما SIRT2 فيوجد في السيتوبلازم، و السرتوينات SIRT3، SIRT4 و SIRT5 في الميتوكوندريا.

## التاريخ
بدأ البحوث في بروتين السرتوين في عام 1991 بواسطة ليونارد جوارينتي من معهد ماساتشوستس للتكنولوجيا. وازداد الاهتمام بعملية التمثيل الغذائي لـ +NAD بعد اكتشاف "شين-إشيرو إماي " وزملاؤه في مختبر غوارينت في عام 2000 أن السرتوينات تعتمد على +NAD في ديستيلازات البروتين.

## الأنواع
تم التعرف على السرتوين الأول في الخميرة (حقيقيات النوى ) وتم تسميته sir2. وهو يوجد أيضا في الثدييات الأكثر تعقيدًا. توجد في المجموع 7 إنزيمات معروفة تعمل في التنظيم الخلوي مثلما يفعل sir2 في الخميرة. تم تصنيف هذه الجينات على أنها تنتمي إلى فئات مختلفة (I-IV)، اعتمادًا على هيكل تسلسل الأحماض الأمينية. تمتلك العديد من بدائيات النوى الموجبة الجرام بالإضافة إلى بكتيريا بحرية تسمى ثيرموتوغا ماريتيما سالبة الجرام السرتوينات التي هي وسيطة في التسلسل بين الفئات، وقد وضعت في فئة "غير متمايزة" أو فئة "U". بالإضافة إلى ذلك، فإن العديد من البكتيريا موجبة الجرام، بما في ذلك ستافيلوكوكوس أوروس و ستربتوكوكوس بيوجينيس، بالإضافة إلى العديد من الفطريات تحمل السرتوينات المرتبطة بالنطاق الكبير macrodomain (يطلق عليها "الفئة M" من السرتوينات).
| فصل | فئة فرعية | صِنف     | صِنف                | صِنف   | صِنف     | داخل الخلايا <br /> الموقع | نشاط                                                            | وظيفة                                                       |
| فصل | فئة فرعية | بكتيريا | خميرة              | الفأر | الإنسان | داخل الخلايا <br /> الموقع | نشاط                                                            | وظيفة                                                       |
| --- | --------- | ------- | ------------------ | ----- | ------- | -------------------------- | --------------------------------------------------------------- | ----------------------------------------------------------- |
| I   | أ         |         | Sir2 ، <br /> Hst1 | Sirt1 | SIRT1   | النواة، السيتوبلازم        | ديسيتيلاز                                                       | التهاب التمثيل الغذائي                                      |
| I   | ب         |         | Hst2               | Sirt2 | SIRT2   | النواة والسيتوبلازم        | ديسيتيلاز                                                       | دورة الخلية، تكون الأورام                                   |
| I   | ب         |         |                    | Sirt3 | SIRT3   | الميتوكوندريا              | ديسيتيلاز                                                       | الاسْتِقْلاب                                                   |
| I   | ج         |         | Hst3 ، <br /> Hst4 |       |         |                            |                                                                 |                                                             |
| II  |           |         |                    | سرت 4 | SIRT4   | الميتوكوندريا              | ADP-الريبوسيل ترانسفيراز                                        | إفراز الأنسولين                                             |
| III |           |         |                    | Sirt5 | SIRT5   | الميتوكوندريا              | ديمالونيلاز، ديسكسينيلاز و ديسيتيلاز                            | إزالة السموم من الأمونيا                                    |
| IV  | أ         |         |                    | سرت 6 | SIRT6   | نواة                       | ديميرستويلاز، ديبالميتويليز، أدب-ريبوسيل ترانسفيراز و ديسيتيلاز | إصلاح الحمض النووي، والتمثيل الغذائي، وإفراز عامل نخر الورم |
| IV  | ب         |         |                    | سرت 7 | SIRT7   | نوية                       | ديسيتيلاز                                                       | نسخ الرنا الريباسي                                          |
| U   |           | كوب ب   |                    |       |         |                            | تنظيم إنزيم أسيتيل CoA المركب                                   | الاسْتِقْلاب                                                   |
| M   |           | SirTM   |                    |       |         |                            | ADP-الريبوسيل ترانسفيراز                                        | إزالة السموم ROS                                            |

يلعب SIRT3، وهو بروتين ميتوكوندريا ديستيلاز، دورًا في تنظيم العديد من البروتينات الأيضية مثل نازعة هيدروجين الإيزوسيترات لدورة TCA. كما أنه يلعب دورًا في العضلات الهيكلية كاستجابة تكيفية أيضية. نظرًا لأن الجلوتامين هو مصدر a-ketoglutarate المستخدم لتجديد دورة TCA، فإن SIRT4 يشارك في استقلاب الجلوتامين.

## في الشيخوخة
على الرغم من أن الدراسات الأولية مع ريسفيراترول، وهو منشط لانزيمات الأسيتيل مثل SIRT1، هو ما دفع بعض العلماء إلى التكهن بأن ريسفيراترول قد يطيل العمر، لم يكن هناك دليل سريري على هذا التأثير ( بواقع 2018).

## تليف الأنسجة
أشارت مراجعة أجريت عام 2018 إلى أن مستويات SIRT أقل في أنسجة الأشخاص المصابين بتصلب الجلد، وقد تزيد مستويات SIRT المنخفضة من خطر الإصابة بالتليف من خلال تعديل مسار إشارات TGF-β.

## إصلاح الحمض النووي
يتم استخدام بروتينات SIRT1 و SIRT6 و SIRT7 في إصلاح الحمض النووي. يعزز بروتين SIRT1 إعادة التركيب المتماثل في الخلايا البشرية ويشارك في إصلاح تقطعات تحدث في الحمض النووي.
SIRT6 هو بروتين مرتبط بالكروماتين وفي خلايا الثدييات مطلوب لإصلاح تلف الحمض النووي باستئصال القاعدة. يؤدي نقص SIRT6 في الفئران إلى نمط ظاهري تنكسي شبيه بالشيخوخة. بالإضافة إلى ذلك، يعزز SIRT6 إصلاح تقطعات في الحمض النووي. علاوة على ذلك، يمكن أن يؤدي الإفراط في تعبير SIRT6 إلى تحفيز الإصلاح التأشبي المتماثل.
تعرضت الفئران من SIRT7 بضربة قاضية أظهرت شيخوخة مبكرة. بروتين SIRT7 مطلوب لإصلاح تقطعات مزدوجة في الحمض النووي عن طريق انضمام غير المتماثل للطرف.

## المثبطات
يتم تثبيط نشاط سيرتوين معين بواسطة النيكوتيناميد، والذي يرتبط بموقع مستقبل معين. وهو مثبط لـ SIRT1 في المختبر، ولكن يمكن أن يكون محفزًا في الخلايا.

## المنشطات
| مُجَمَّع                                       | الهدف / الخصوصية | مراجع  |
| ------------------------------------------ | ---------------- | ------ |
| Piceatannol                                | SIRT1            | [ 37 ] |
| SRT1720 (بايونول)                          | SIRT1            | [ 37 ] |
| SRT2104                                    | SIRT1            | [ 37 ] |
| β-Lapachone                                | SIRT1            | [ 37 ] |
| سيلوستازول                                 | SIRT1            | [ 37 ] |
| سيانيدين وأليغومريك بروانثوسيانيدينز (OPC) | SIRT6            | [ 38 ] |
| مشتقات كيرسيتين وروتين                     | SIRT6            | [ 38 ] |
| لوتولين                                    | SIRT6            | [ 38 ] |
| كاتشين وإيبيكاتشين                         | SIRT6            | [ 38 ] |
| فيستين                                     | SIRT6            | [ 38 ] |
| أحماض الفينول                              | SIRT6            | [ 38 ] |
| الفوكويدان                                 | SIRT6            | [ 39 ] |
| الكركمين                                   | SIRT1، SIRT6     | [ 40 ] |
| بيرفينيدون                                 | SIRT1            | [ 41 ] |
| ميريستين                                   | SIRT6            | [ 38 ] |
| سيانيدين                                   | SIRT6            | [ 38 ] |
| دلفيندين                                   | SIRT6            | [ 38 ] |
| ابيجينين                                   | SIRT6            | [ 38 ] |
| البيوتين                                   | SIRT6            | [ 42 ] |
| إيزوليكويريتيجينين                         | SIRT6            | [ 42 ] |
| حمض الفيرليك                               | SIRT1            | [ 42 ] |
| بربرين                                     | SIRT1            | [ 42 ] |
| كاتشين                                     | SIRT1            | [ 42 ] |
| مالفيدين                                   | SIRT1            | [ 42 ] |
| بتروستيلبين                                | SIRT1            | [ 42 ] |
| التيروسول                                  | SIRT1            | [ 42 ] |

## روابط خارجية
- Sirtuins في المكتبة الوطنية الأمريكية للطب نظام فهرسة المواضيع الطبية (MeSH).